# 战术弹道导弹

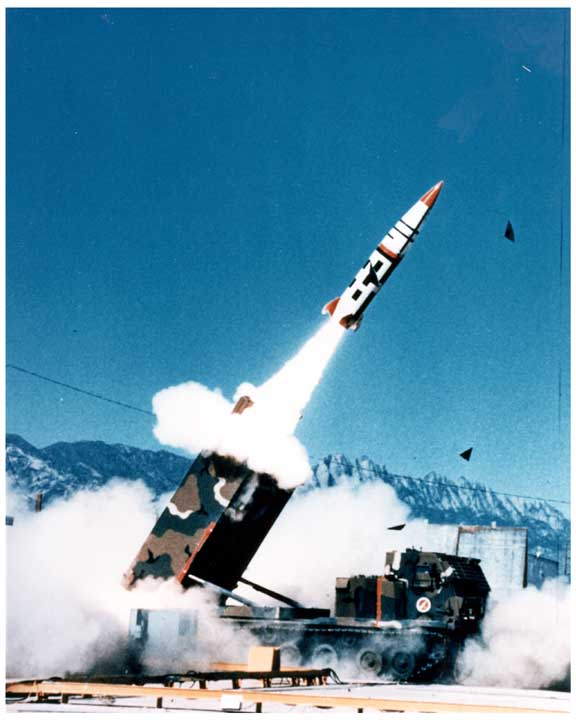
MGM-140 ATACMS

战术弹道导弹（Tactical ballistic missile，TBM）又稱战场射程弹道导弹（Battlefield range ballistic missile，BRBM）是一种專門為短距离战场設計的弹道导弹。通常情况下，它的射程小于300公里。战术弹道导弹通常具有机动性，以确保躲避對方打擊和快速部署，并携带各种彈頭，能瞄准敌方设施、人員集结区、火炮和其他前线目标。弹头類型包括常规高爆、化学武器、生物弹以及核弹头。